# Платон (Троепольский)
Епископ Платон (в миру Павел Алексеевич Троепольский; 1818 — 8 (20) октября 1876) — епископ Русской православной церкви, епископ Томский и Семипалатинский.

## Биография
Павел Троепольский родился в 1818 году (иногда указывают — в 1820) в Москве в семье причётника.
С 1834 года учился в Московской духовной семинарии. В 1840 году поступил в Московскую духовную академию. В 1844 году окончил курс духовной академии. В 1845 году удостоен звания магистра богословия.
Педагогическую свою деятельность он начал 30 сентября 1844 года, поступив в Каменец-Подольскую духовную семинарию преподавателем физико-математических наук; там он исполнял и обязанности секретаря Правления, был членом-ревизором подведомых Семинарии духовных училищ и преподавал немецкий язык.
31 марта 1851 года пострижен в монашество, 3 апреля произведён в иеродиакона и 8 апреля — в иеромонаха. 11 апреля назначен учителем Киевской духовной семинарии.
31 января 1853 года назначен инспектором Полтавской духовной семинарии, а 30 ноября того же года переведён в Харьковскую духовную семинарию.
Как инспектор, он старался ближе стоять к интересам учеников, возбуждал их любознательность, давал им из своей собственной библиотеки книги для чтения и сам часто беседовал с ними.
14 ноября 1854 года возведён в сан архимандрита Старо-Харьковского Преображенского монастыря, был благочинным монастырей и цензором проповедей.
18 июля 1857 года назначен ректором Владимирской духовной семинарии и настоятелем Переяславского Троицкого Данилова монастыря. В этот же период состоял членом духовной консистории, членом строительного комитета и цензором.
21 марта 1860 года перемещён ректором Санкт-Петербургской духовной семинарии. В Санкт-Петербурге был в числе передовых духовных деятелей — состоял членом консистории, редактором семинарского журнала «Духовная беседа», членом комитета историко-статистического описания церквей и монастырей Санкт-Петербурга и др.
27 ноября 1864 года назначен, 13 декабря хиротонисан во епископа Екатеринославского и Таганрогского.
В Екатеринославе его стараниями была выстроена новая духовная семинария, улучшен быт преподавателей духовно-учебных заведений. Он оживил деятельность епархиального духовенства, тщательно поддерживал мир и спокойствие среди священнослужителей.
21 августа 1868 года перемещен епископом Томским и Семипалатинским.
В Томской епархии преосвященный Платон основное внимание по-прежнему уделял духовно-учебным заведениям епархии и улучшению быта духовенства.
Отношение епископа Платона к старообрядцам было в высшей степени гуманное. Он не преследовал их строгостями, а только следил, чтобы они не занимались пропагандой среди православных.
Преосвященный Платон был архипастырем милостивым, снисходительным, вежливым, чуждым гордости и доступным для всех.Хотя все время здоровье его было слабо, но он до самой кончины не оставлял своих занятий.
Платон (Троепольский) скончался 8 октября 1876 года.

## Сочинения
- «Православное нравственное богословие», М. 1854 г., выдержало несколько изданий и служило некоторое время учебником в Духовных Семинариях;
- «Сказание о явлении и чудесах чудотворной Макарьевской иконы Божьей Матери Одигитрии, с присовокуплением сказания об обретении и чудесах её» (извлечено из рукописи, хранящейся в Макарьевской обители), СПб. 1863 г.